# McRoberts (Kentucky)
McRoberts es un lugar designado por el censo ubicado en el condado de Letcher en el estado estadounidense de Kentucky. En el Censo de 2010 tenía una población de 784 habitantes y una densidad poblacional de 54 personas por km².

## Geografía
McRoberts se encuentra ubicado en las coordenadas 37°13′16″N 82°40′5″O / 37.22111, -82.66806. Según la Oficina del Censo de los Estados Unidos, McRoberts tiene una superficie total de 14.52 km², de la cual 14.51 km² corresponden a tierra firme y (0.05%) 0.01 km² es agua.

## Demografía
Según el censo de 2010, había 784 personas residiendo en McRoberts. La densidad de población era de 54 hab./km². De los 784 habitantes, McRoberts estaba compuesto por el 96.94% blancos, el 1.91% eran afroamericanos, el 0% eran amerindios, el 0% eran asiáticos, el 0% eran isleños del Pacífico, el 0.26% eran de otras razas y el 0.89% pertenecían a dos o más razas. Del total de la población el 0.38% eran hispanos o latinos de cualquier raza.